# Olga Holtz
Olga Holtz (em russo:  Ольга Гольц; Cheliabinsk, União Soviética, 19 de agosto de 1973) é uma matemática russa especialista em análise numérica. Recebeu o Prêmio Sofia Kovalevskaya de 2006 e o Prêmio EMS de 2008. É desde 2008 membro da Junge Akademie.

## Vida
O desenvolvimento matemático de Olga Holtz foi grandemente incentivado por seus pais, que eram ambos programadores. Aos 15 anos de idade foi selecionada para estudar em uma escola técnica especializada em matemática, onde se formou com dois anos de antecedência. Holtz estudou na Universidade Estatal do Ural do Sul em Cheliabinsk, graduando-se em 1995, obtendo um doutorado em 2000 na Universidade do Wisconsin-Madison, orientada por Hans Schneider, onde permaneceu até 2002 como pesquisadora em um programa de pós-doutorado. Passou depois um ano e meio na Alemanha, com uma bolsa da Fundação Alexander von Humboldt no Instituto de Matemática da Universidade Técnica de Berlim, retornando para os estados Unidos em 2004, onde foi professora da Universidade da Califórnia em Berkeley de 2004 a 2007.
Após receber o Prêmio Sofia Kovalevskaya de 2006, com a quantia de 1 milhão de Euros, Holtz organizou seu grupo de pesquisas na Universidade Técnica de Berlim, onde tornou-se professora de matemática aplicada enquanto servindo concomitantemente como professora associada, depois professora plena de matemática na Universidade da Califórnia em Berkeley.
Recebeu o Prêmio EMS de 2008 da European Mathematical Society, e a Agência Executiva do Conselho Europeu de Investigação lhe concedeu uma bolsa de € 880.000 em agosto de 2010. Em 2015 foi eleita fellow da American Mathematical Society "for contributions to numerical linear algebra, numerical analysis, approximation theory, theoretical computer science, and algebra".